# Medaille van de Nederlandse Sport Federatie
De Medaille van de Nederlandse Sport Federatie werd in 1959 ingesteld als opvolger van de Medaille voor vaardigheidsproeven van het Nederlands Olympisch Comité die sinds 1914 was toegekend aan burgers en militairen. De medaille was een particulier initiatief, dus een particuliere onderscheiding van het Nederlands Olympisch Comité, maar de onderscheiding mocht door militairen en ook door politieagenten op hun uniform worden gedragen.
In 1959 werd het organiseren van de vaardigheidsproeven voor het eerst niet meer door het Nederlandsch Olympisch Comité georganiseerd. De met het NOC samenwerkende Nederlandse Sport Federatie (NSF) nam de taak op zich. De eisen bleven hetzelfde maar de medaille kreeg een nieuw ontwerp.
De voorzijde vertoont een naar links gerichte klimmende leeuw met zwaard en pijlenbundel op een veld bezaaid met blokken (een Nederlandse Leeuw zoals in het nieuwe Rijkswapen). Daar omheen staat het randschrift "VOOR ALZIJDIGE VAARDIGHEID".
De keerzijde is vrijwel gelijk gebleven aan een ouder ontwerp van W. Enderman van het atelier van Koninklijke Begeer in Zeist en toont drie cirkels, één boven en twee onder, waarin de letters "N", "S" en "F" (Nederlandse Sport Federatie) staan. Tussen de cirkels wordt de ruimte opgevuld door gestileerde lauwerbladen.
Hoewel de eisen niet veranderden, werd het systeem van meerdere toekenningen enigszins aangepast. Na 1959 zou men bij 10 deelnames een bronzen lauwertak op het lint mogen dragen. Bij 11, 12, 13, of 14 werden dat een bronzen lauwertak met de Romeinse cijfers I, II, III of IV; bij 15 deelnames mag men een zilveren lauwertak dragen; bij 16, 17, 18 of 19 deelnames wordt de zilveren lauwertak met de Romeinse cijfers I, II, III of IV gegraveerd; bij 20 deelnames mag men een gouden lauwertak op het lint dragen; bij 21, 22, 23 of 24 deelnames wordt deze gouden lauwertak voorzien van de Romeinse cijfers I, II, III of IV. Bij 25 deelnames of meer wordt een gouden lauwerkrans waarbinnen het aantal deelnames in Arabische cijfers is aangegeven uitgereikt.
De oude op het lint aan te brengen zilveren beugelkroon voor zwaardere proeven dan werden vereist door het reglement worden niet meer gebruikt.
Het lint is 27 millimeter breed en geheel Nassausch blauw. Men mag de medaille behalve op uniformen ook als miniatuur op avondkleding of rokkostuum dragen. Zo zijn er miniaturen van de medaille zijn bekend met een middellijn van 16 millimeter.